# Землетрус у М'янмі (2011)
Землетрус у М'янмі 2011 — потужний землетрус магнітудою 6,8, який відбувся 24 березня о 20 годині 25 хвилин за місцевим часом. Епіцентр землетрусу знаходився в м'янмському штаті Шан за 89 км на північ від таїландського міста Чіанграй, а гіпоцентр залягав на глибині всього 10 кілометрів. Відлуння землетрусу докотилися також до Таїланду, Лаосу, Китаю.
Перший повторний підземний поштовх (афтершок) магнітудою 4,8 стався через 28 хвилин. Його епіцентр був розташований вже за 76 км на північ від міста Чіанграй, його осередок також розташовувався на глибині 10 км. Другий повторний підземний поштовх з епіцентром відбувся за 86 км на північ від міста Чіанграй на глибині 10 км. Він стався о 22 годині 24 хвилини за місцевим часом, його магнітуда склала 5,4.